# ミニッツレーサーMR-01シャーシ
ミニッツレーサーMR-01シャーシとは1999年京商が開発・発売したミニッツレーサーのシャーシ。2005年に絶版となった。価格￥15,540~￥16,590。

## 概念
- 1/28のR/Cカーとしては従来、このサイズでは4方向に動くだけが一般的な時勢に、本格的な走行性能を味わうことができるR/Cカーとして登場した。
- また従来は1/10サイズ以上でなければ、チューンナップは出来ないことが殆どであったが、ミニッツレーサーに関してはモーターからギア、サスペンション、そして基盤自体と1/10サイズと同程度の改造が可能となった。
- 2003年のMR-02シャーシの発売により同シャーシの売り上げ減少し、後継のMR-015シャーシが発売され、それとともに絶版となった。ミニッツカップでも2006年までは参加可能であったが2007年より参加不可能となった。
- 同シャーシ用ボディの殆どはMR-015・ミニッツAWDに使用することが可能である。

## シャーシラインナップ
- MR-01ローマウント
  - MR-015RM/MR-015RMLの原形。主にボディがスポーツカー・セダン。

- MR-01ハイマウント
  - MR-015HMの原形。主にボディがコンパクトカー・ハッチバック。

## 備考
- 発売当初の取り扱い説明書はレディセットの場合はボディごとに異なるものを使用していた。後にボディラインナップの増加によりMR-01統一の説明書となる。